# Ectromachernes
Ectromachernes es un género de arácnido del orden Pseudoscorpionida de la familia Withiidae.

## Especies
Las especies de este género son:
- Ectromachernes elegans Beier, 1964
- Ectromachernes lamottei Vachon, 1952
- Ectromachernes mirabilis Beier, 1944
- Ectromachernes rhodesiacus Beier, 1964